# Урмантау
Урманта́у (рос. Урмантау, башк. Урмантау) — село (у минулому селище) у складі Салаватського району Башкортостану, Росія. Входить до складу Таймеєвської сільської ради.
Населення — 357 осіб (2010; 483 в 2002).
Національний склад:
- башкири — 45 %
- росіяни — 31 %